# Ursuleț de pluș

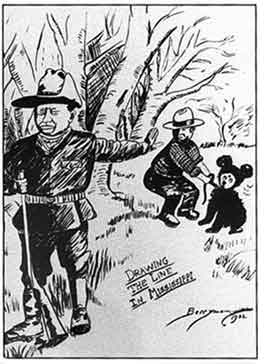
Caricatura lui Clifford K. Berryman în Washington Post (1902)

Un ursuleț de pluș (sau ursuleț plușat) este o jucărie făcută din pluș (sau din alt material textil) în formă de urs. Ursulețul este umplut cu vată, lână sau alt material moale.

## Istoric
În 1903 primul ursuleț de pluș a fost prezentat în Statele Unite ale Americii. Acesta a fost creat de Morris și Rose Michtom, imigranți din Rusia și proprietari ai unui magazin de jucării inovatoare, din Brooklyn, New York. În Statele Unite ale Americii se considera că denumirea ursulețului de pluș (teddy bear) este în strânsă legătura cu numele președintelui Theodore Roosevelt (a cărui porecla era "Teddy"). In timp ce vâna urși în Mississipi în anul 1902, Roosevelt a decis să cruțe viața unui pui de urs, care a rămas orfan in timpul vânătorii. Evenimentul a devenit subiectul unei caricaturi în ziarul Washington Post, caricatură care a fost văzută de familia Michtom. Inspirată de caricatură, doamna Michtom a creat un ursuleț-jucărie și datorită faptului că era expus în fereastra magazinului cu denumirea de "Teddy’s Bear" („ursul lui Teddy”), ursulețul s-a dovedit a avea un succes deosebit la public.